# Нюпорт Пагнел
Нюпорт Пагнел (на английски: Newport Pagnell) е град в графство Бъкингамшър, Англия, недалеч от Милтън Кийнс Към 2001 г. има население от около 15 000 души.
Една от забележителностите на града е мостът Тикфорд над река Узъл. Построен е през 1810 г. и е единственият железен мост във Великобритания, по който преминава главен път, както и най-старият железен мост в света, който е в постоянна употреба.
От 1954 г. в Нюпорт Пагнел започва производството на автомобили Астон Мартин и продължава до средата на 2007 г.
В града е и единствената останала фабрика за производство на велен във Великобритания.